# 艾基康山
艾基康山位於南非夸祖魯-納塔爾省大德班市北部的一個小區，原來是種植甘蔗的地方，現時以渡假村及高爾夫球俱樂部聞名。當地有多個黑絨猴群，散居於渡假村附近的樹林，牠們的生態是動物學家的研究對象。
“艾基康山”的名稱源於英國康沃爾的艾基康山伯爵巨宅。

## 參看
- Illovo Sugar

29°42′S 31°02′E / 29.700°S 31.033°E